# Legislatura de Wisconsin
La Legislatura de Wisconsin (en inglés: Wisconsin Legislature) es la legislatura estatal (órgano encargado del Poder legislativo) del estado de Wisconsin, en Estados Unidos. La Legislatura es un cuerpo bicameral compuesto por el Senado Estatal de Wisconsin (como cámara alta) y la Asamblea Estatal de Wisconsin (cámara baja), los cuales han tenido mayorías cualificadas por los republicanos desde enero de 2011. Con ambas cámaras combinadas, la legislatura tiene 132 miembros que representan un número igual de distritos constituyentes. La Legislatura se reúne en el capitolio estatal, en Madison .
La actual sesión es la 105.ª Legislatura de Wisconsin.

## Historia
La tierra que se convertiría en Wisconsin pasó a formar parte de los Estados Unidos en 1783 y se organizó por primera vez bajo la Ordenanza del Noroeste. Se convirtió en el Territorio de Wisconsin en 1836 y en el estado de Wisconsin el 29 de mayo de 1848. La década de 1850 vio una afluencia de inmigrantes europeos.
Los grupos de derechos de las mujeres en apoyo de la templanza y el sufragio se formaron en Wisconsin, durante la década de 1860. La Asociación de Sufragio de Mujeres de Wisconsin se formó en 1869. Los proyectos de ley de sufragio se introdujeron en 1855 y 1867, pero ambos fracasaron. Sin embargo, la legislatura estatal aprobó una ley que permitía a las mujeres postularse para juntas escolares y cargos en escuelas electivas en 1869. No fue hasta el 10 de junio de 1919 que Wisconsin se convirtió en el primer estado en ratificar la 19.ª enmienda que otorga el sufragio nacional a las mujeres. 
Wisconsin estuvo dominado alternativamente por los partidos Republicano y Progresista en el primer siglo de su existencia, pero ha sido más competitivo desde entonces. Los republicanos obtuvieron el control mayoritario en ambas cámaras en la legislatura de 1995, la primera vez desde 1969. En 2009, el Partido Demócrata obtuvo el control de ambas cámaras por primera vez desde 1993.
El Partido Republicano recuperó el control de ambas cámaras en 2011. El gobernador Scott Walker luego firmó un nuevo plan de redistribución de distritos. En las elecciones de 2012, los demócratas obtuvieron la mayoría de los votos, pero los republicanos retuvieron el control de la legislatura, obteniendo 60 de los 99 escaños de la Asamblea.  En las elecciones de Wisconsin de 2016, los republicanos obtuvieron su mayor mayoría en la Asamblea desde 1956. 

Las elecciones de la Asamblea Estatal de Wisconsin de 2018 se llevaron a cabo el martes 6 de noviembre de 2018. Los 99 escaños de la Asamblea del Estado de Wisconsin estaban disponibles para elección. El Partido Republicano mantuvo la mayoría que ostentaba desde 2011, ganando 63 escaños, una pérdida de un escaño y el 44,75% de los votos.

## Afiliación

### Calificaciones y términos
Para servir en la Legislatura de Wisconsin, las personas deben ser residentes del estado durante al menos un año antes de la elección, y ser un elector calificado en el distrito al que fueron elegidos para representar.
Los 99 miembros de la Asamblea de Wisconsin son elegidos en un ciclo de mandato de dos años sin límites de mandatos. De manera similar, los 33 miembros del Senado de Wisconsin son elegidos en un ciclo de cuatro años, también sin límites de mandato. La mitad del Senado se elige cada dos años.  Antes de una enmienda a la Constitución de Wisconsin en 1881, los miembros de la Asamblea cumplían un mandato de un año, mientras que los senadores eran elegidos cada dos años. 

### Oficiales
Los miembros de ambas cámaras de la Legislatura votan dentro de sus filas para seleccionar a los presidentes, como el presidente de la Asamblea y el presidente del Senado. Estos puestos de alto nivel reflejan la mayoría del partido en ambas cámaras. Una enmienda a la constitución estatal en 1979 eliminó al vicegobernador de Wisconsin como presidente del Senado, lo que permitió a los senadores votar dentro de sus filas por un presidente de cámara. De manera similar, los líderes de la mayoría y las minorías también son seleccionados por la fuerza del partido en las cámaras legislativas y dentro de sus respectivos grupos.

### Salario y beneficios
Los legisladores reciben un salario anual de $ 49,943 y un viático de hasta $ 88 para cubrir los gastos de subsistencia cuando se encuentran en el condado de Dane, por negocios estatales, a menos que su distrito esté en el condado de Dane. Los miembros de la delegación de Madison pueden recibir dietas de hasta $44 para cubrir los gastos. Los legisladores también reciben $75 por mes en pago "fuera de sesión" cuando la Legislatura está en sesión durante tres días o menos. Durante dos años, a cada legislador se le asignan $ 66,008 para cubrir los gastos generales de oficina, impresión, franqueo y correo del distrito.[cita requerida]

## Reglas y procedimientos
En ambas cámaras de la Legislatura de Wisconsin, el quórum se define como la mayoría de los miembros actuales. Se necesita la mayoría de quórum para aprobar la legislación en la sala. Tres quintas partes de los miembros elegidos son el quórum necesario para la aprobación o la concurrencia en cualquiera de las cámaras de cualquier proyecto de ley fiscal. No se pueden presentar u ofrecer propuestas a menos que el personal de referencia legislativo las presente en la forma adecuada si así lo solicitan los miembros o los miembros electos de la legislatura. 